# Pancinor
El pancinor es una lente cinematográfica con una distancia focal variable. Fue inventada en 1956 por el ingeniero Roger Cuvillier. Sin embargo, se empezó a fabricar en Dijon, Francia, por la empresa SOM Berthiot. En los años posteriores pasó a denominarse universalmente zoom.
Su distancia focal varía entre los 38.5 mm y los 154 mm, con la disposición de un diafragma con una apertura mínima de 3.8. Fue diseñada con base en los principios de composición óptica y tomando como referencia unas pequeñas lentes de zooms de principios de la década de los 50 con un focal de entre 8 i 16 mm.

## Introducción en el mundo cinematográfico
El director de cine italiano Roberto Rossellini desarrolló la lente y la introdujo en el ámbito cinematográfico a partir de la película Il general Della Rovere (1959), convirtiéndose este en el film con el que comienza una nueva etapa en su carrera cinematográfica donde muestra una mayor preocupación formal. Otras películas que pertenecen a este periodo de experimentación del director son: Era notte a Roma (1960), Viva l’Italia! (1960) o Vanina Vanini (1961). Utilizó el pancinor, también, en su etapa posterior dedicada al cine didáctico, dominado por el formato televisivo. 
Il general Della Rovere (1959) es el film donde se utiliza por primera vez la lente, pero en Era notte a Roma (1960), su siguiente obra cinematográfica, es el momento en el que experimenta un perfeccionamiento de la técnica del pancinor.

## Funcionamiento
La lente pancinor funciona con base en dos motores que permiten ajustar la distancia focal por control remoto. Se regula con facilidad y prácticamente no necesita desplazamiento de la cámara. El uso de esta lente permitió, en este caso a Rossellini, liberarse de trabajar con travelling o grúas para mover la cámara durante la filmación y captar aquello que quería mostrar a la distancia seleccionada. En cambio, el pancinor, mediante el anclaje de la cámara en un punto, permitía realizar planos secuencia (sin cortes) haciendo cambios en la óptica.
El hecho de mover la cámara con las grúas, afectaba también a los actores, los cuales debían modificar sus posiciones según el desplazamiento que la cámara había realizado. Este nuevo sistema de cámara fija permitía corregir ligeramente los posibles errores en la posición de los intérpretes.
Por otro lado, el hecho que el objetivo estuviera distante respecto los actores generaba una situación de trabajo más cómoda, pero sin perder el detalle, para los intérpretes y, a su vez, para el director. Es decir, este podía ajustar la óptica para enfocar un primer plano del actor, sin que este fuera consciente y sin toda la manipulación que el sistema anterior comportaba, para la búsqueda de una expresión. Este hecho posibilita que el intérprete disponga de su espacio, a pesar de que el director en el momento de rodar, se posicione con la óptica sobre su rostro para encontrar una expresión que, por consiguiente, será más realista. Aquella expresión que, en definitiva, emocione al espectador, la reacción auténticamente espontánea. Algunos expertos, como Ángel Quintana, comparan su uso al de un microscopio.
La práctica del pancinor  durante el rodaje de una escena aporta una perspectiva más realista a la imagen, diferenciándola, por ejemplo, de la pintura.

## Roberto Rossellini

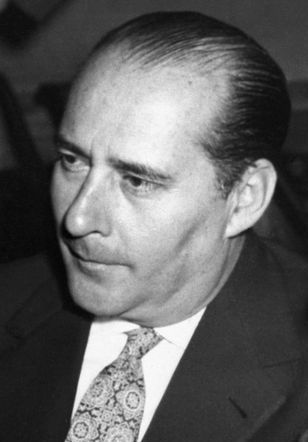
Roberto Rossellini

Roberto Rossellini, director de cine italiano, es quien había introducido el pancinor en el mundo de la cinematografía a partir de la obra Il general Della Rovere (1959), perfeccionando la técnica en Era notte a Roma (1960). No obstante, no es hasta la película titulada La toma de poder por parte de Luis XIV (1966) que se muestra un total dominio del pancinor. En este film se proyecta la cámara, gracias al uso de esta lente, como un instrumento de observación de la escena, combinando las distancias más lejanas (lo que permite una distancia reflexiva) con las más cercanas (en las que se experimenta la búsqueda, en palabras de Núria Bou "del gesto -real, siempre fascinante - del ser humano", por tanto, la esencialidad).
Robin Wood, guionista, define el uso del dispositivo por parte de Rossellini como "la participación apasionada i el desprendimiento analítico".
Según Nick Pinkerton, el propio Rossellini comparó el descubrimiento del pancinor con una "cámara suspendida en el aire que le permitía poner los acentos donde quería durante el rodaje de la escena". Rossellini continuaba argumentando que "podía robar expresiones a los actores, sin que ellos se dieran cuenta de ella (la cámara), mientras continuaba en diálogo. Antes íbamos detrás de las figuras. Ahora el artefacto es de figuras viniendo hacía el público, hacia el foso, separándose del fondo". Finalmente, concluye expresando que "puedo pasar del más completo aislamiento a la más completa contextualización".
Así pues, esta lente que el director podía usar a distancia se convirtió en un elemento clave de la estética de sus filmes y de sus series televisivas, llegando a convertirse en una obsesión.